# 셋방
셋방(貰房)은 세를 내고 빌려 쓰는 방이다.

## 유형
주택의 공급이 부족한 상태에서 한 주택의 일부를 빌려 쓰는 제도이다. 총 가구 수보다 총 주택 수가 크게 부족한 도시에서 나타나는 현상이며, 빈 땅이 많고 주택건축이 용이한 농촌의 현상은 아니다. 또한 한 주택의 전부를 세내는 경우는 셋방에 해당되지 않는다.
셋방에는 여러 형태가 있는데, 그 대표적인 것으로 전셋방, 보증부월셋방,사글셋방,월셋방을 들 수 있다.
- 전셋방 - 계약한 액수의 돈을 미리 지불하고 입주하여 살다가 퇴거할 때 그 금액을 되찾아 나오는 방식으로, 이 경우 실질적인 방세는 입주할 때 낸 금액의 이자이다. 우리 나라의 셋방 중에서 가장 많이 쓰인다.
- 보증부월셋방 - 보증금을 내고 별도로 매월 월세를 지불하는 형식으로, 월세가 제때에 지불되지 않을 경우를 대비하여 대리 월세분의 10배 정도의 금액을 입주할 때 보증금으로 내느 방식이다. 이 경우 실질적인 방세는 보증금의 이자와 매월 내는 월세의 합계액이다.
- 사글셋방 - 매월의 월세액을 정한 뒤 미리 1년분 정도의 월세 합계액을 선세로 내고 그 금액을 매달 삭감해 가는 제도이다. 사글세액의 잔액이 떨어질 때가 계약이 만료되는 달로서, 새로운 계약을 체결하지 않으면 퇴거해야 한다. 만일에 계약 기간 내에 퇴걸할 경우에는 삭감된 액수의 잔액을 되찾아갈 수 있다. 셋방 중에 가장 가혹한 제도로 지적되고 있다.
- 월셋방 - 방세를 매월 지불하는 셋방이다. 이 제도가 가장 정상적인 것이지만 셋방 현실에서는 오히려 예외적인 부분에 해당한다.